# Rue Lucien-Sportisse
La rue Lucien-Sportisse est une rue du quartier des pentes de la Croix-Rousse dans le 1er arrondissement de Lyon, en France. 

## Situation et accès
La rue commence face à la montée des Carmélites et au niveau du début de la rue des Tables-Claudiennes, pour se terminer rue Burdeau. La voie traverse l'ancien jardin des plantes et longe l'amphithéâtre des Trois Gaules. La circulation est à double sens avec un stationnement entre la rue Sportisse et la montée des Carmélites. Un escalier borde l'amphithéâtre qui monte jusqu'à la rue des Tables-Claudiennes.
Les bus    passent dans cette rue mais il n'y a pas d'arrêt de bus sur cette voie.

## Origine du nom
Elle est dédiée à Lucien Sportisse (1905-1944) assassiné par la Gestapo.

## Histoire
C'est, au départ, un chemin tracé vers 1854 à travers l'ancien jardin des plantes pour adoucir la pente de la montée des Carmélites. Il passait devant des rochers artificiels où jaillissaient des eaux qui formaient une petite cascade se déversant dans un bassin. Pour cette raison, la voie reçoit le nom de « rue de la Cascade » le 13 novembre 1863 par délibération du conseil municipal. Le nom actuel lui est attribué le 23 avril 1945 par une nouvelle décision municipale.

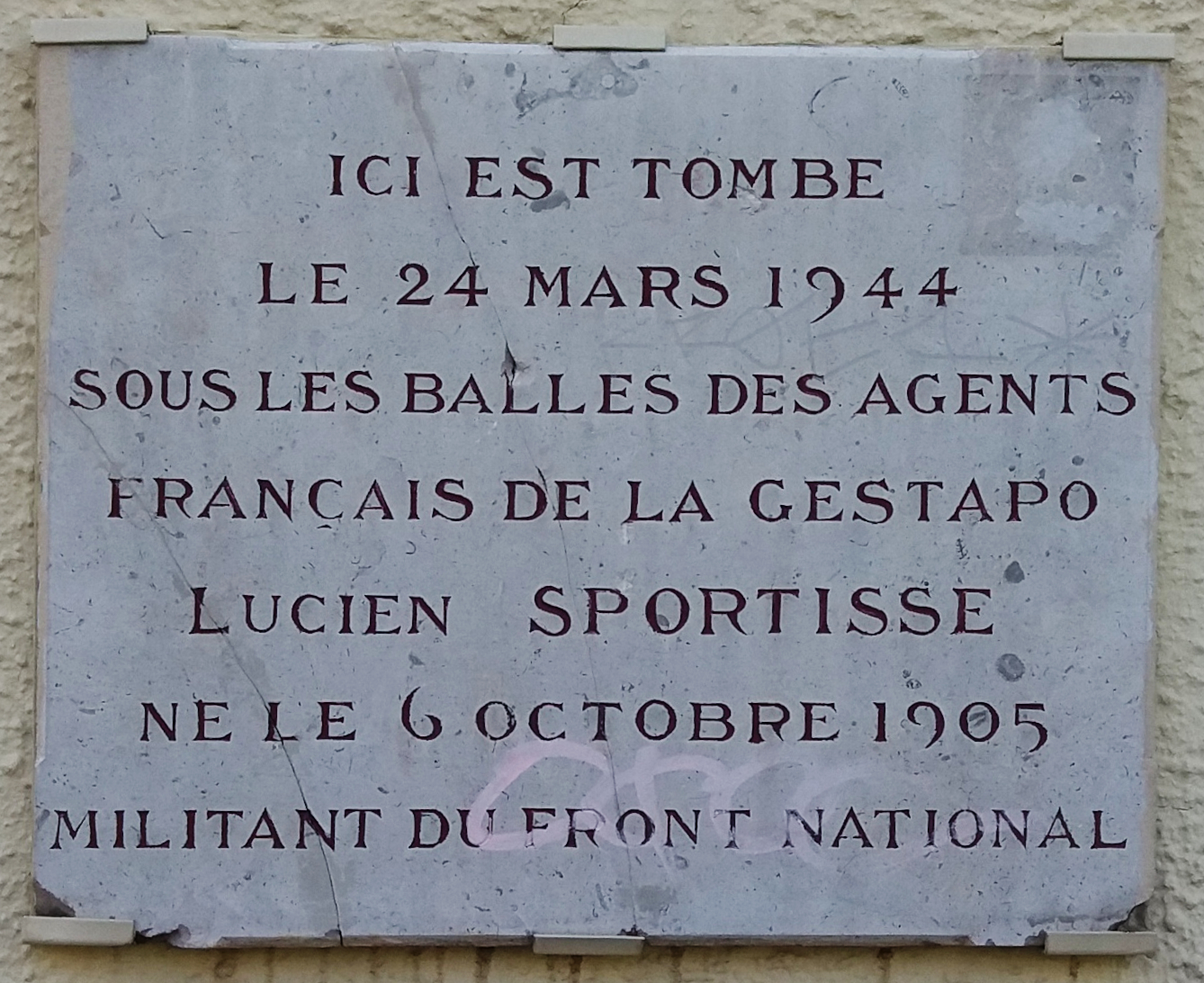
Plaque rappelant le lieu de l'assassinat de Lucien Sportisse.

Au no 12 de la rue Burdeau, où se termine la rue Lucien-Sportisse, une plaque commémorative rappelle le lieu où Lucien Sportisse fut assassiné.

## Cinéma
Une scène du film de Jacques Maillot Les liens du sang (2008) a été tournée dans cette rue.